# Mocó
O Kerodon rupestris, popularmente conhecido como mocó, é um mamífero roedor pertencente à família Caviidae, e é uma espécie endêmica da caatinga brasileira, adaptada então a condições de calor intenso e escassez de água e alimento. O mocó tem sido encontrado desde o Pleistoceno, em ambientes rochosos da região semi-árida brasileira. Antigamente sua população era muito abundante, diferente de hoje, que é encontrada apenas em áreas particulares protegidas, unidades de conservação e em locais mais afastados e de difícil acesso. 
Quando se busca na literatura a espécie Kerodon rupestris, é observado diversos estudos relacionados, por exemplo, a caracteres cranianos, parasitos da espécie, anatomia, morfologia, entre outros. Além disso, em pesquisas elaboradas para identificar o conhecimento da população da caatinga sobre a espécie, foi identificado que a utilizam com finalidades zooteráptica, alimentação, criação e ainda para fins artesanais. Assim, esse animal é alvo de caça, principalmente de subsistência, em que sua carne é considerada boa para consumo e parte de seu estômago é utilizado na produção de queijo, localmente chamado de “queijo coalhado”.  

## Etimologia
A etimologia da palavra Kerodon vem da língua grega e quer dizer ”dente com chifre”, a explicação talvez seja devido a similaridade dos dentes molares do mocó com pequenos chifres. Já a palavra rupestris tem origem do latim e significa “que vive nas rochas", característica referente ao habitat dessa espécie. Com relação ao nome Mocó, sua origem é indígena e significa ou “animal que rói", o que faz sentido já que são roedores, ou “dois”, dado que acreditava-se que esses animais sempre andariam em dupla, o que não é verdade.   

## Taxonomia e sistemática
São conhecidas aproximadamente 20 espécies de animais da família Caviiedae, todas nativas da América do Sul. Essa família é composta por quatro gêneros: Cavia, Galea, Microcavia e Kerodon. Em relação ao gênero Kerodon, esse é dividido em duas espécies, Kerodon acrobata (Moojen, Locks & Langguth, 1997), restrito a áreas do Cerrado, e Kerodon rupestris (Wied-Neuwied, 1820), restrito em áreas da Caatinga.

## Distribuição geográfica e habitat
O Kerodon rupestris é uma espécie endêmica do Brasil, mais associada à caatinga, sendo muito encontrado na Serra da Capivara no Piauí, mas também avistado nos seguintes estados: Ceará, Maranhão, Rio Grande do Norte, Sergipe, Paraíba, Pernambuco, Alagoas, Bahia e em Minas Gerais, na Chapada Diamantina. Os mocós habitam fendas e/ou rachaduras de formações rochosas e apresentam algumas adaptações morfológicas que garantem à espécie habilidades arborícolas e a locomoção em seu habitat, como pés com coxins calosos, unhas rígidas, cauda atrofiada e pernas propulsoras.

## Caracterização e comportamento da espécie
São roedores de grande porte, pesando 700g a 900g e chegando até 50 cm de comprimento, atingem a fase adulta em 200 dias e vivem entre 6 a 8 anos. O animal possui hábitos terrestres, e sua atividade é definida pela temperatura do ambiente, sendo observado que o roedor é ativo entre temperaturas de 25ºC e 45ºC, mas seu pico de atividade é de 31ºC a 34ºC. Ademais, o forrageamento ocorre tanto ao longo do dia como da noite, contudo através de estudos foi verificado que durante o nascer e pôr do sol o ritmo das atividades são maiores, e pesquisas ainda estão sendo realizadas a fim de identificar a razão pela preferência desses períodos crepusculares.

## Biologia reprodutiva
Esses roedores não possuem dimorfismo sexual e vivem em grupos com diversas fêmeas e um macho, em que é observado a poligamia e o cuidado parental. As fêmeas possuem um período gestacional de 75 dias, gerando apenas um filhote por gestação, e poucas horas após o parto já conseguem acasalar novamente, o que garante a procriação ao longo de todo o ano e uma elevada produção de filhotes. Ademais, é observado ainda a chamada "poliginia de defesa de recursos", em que os machos formam haréns, com o intuito de defender ativamente e manter fidelidade às pilhas de rochas que habitam e onde as fêmeas buscam abrigo. 

## Alimentação e Dieta
Em relação a alimentação, são animais herbívoros, alimentando-se principalmente de cascas de árvores como mofumbo (Combretum leprosum), faveleira (Cnidoscolus quercifolius) e parreira brava (Piper spp.). Quando a vegetação se encontra seca e escassa o mocó passa a se alimentar de caules e celulose de algumas plantas, por isso a vegetação diminui na presença da espécie, quando essa se encontra em grandes quantidades.

## Predadores Naturais
O gato vermelho ou mourisco, os gaviões, os furões, as cascavéis e as jiboias, são os principais predadores naturais do mocó, quando se tem a baixa presença desses predadores a população do mocó pode aumentar surpreendentemente, o que causaria a devastação da vegetação, uma vez que a espécie se alimenta de folhas e plantas.

## Conservação da espécie
Antigamente os K. rupestris eram considerados de menor preocupação com relação ao risco de extinção, assim, sua criação em cativeiro era permitida, com o propósito de suprir a carência proteica da população de baixa renda da caatinga. Ademais, presumia-se improvável o declínio da população de mocó, dado que o tamanho populacional era considerável e ocorria em áreas protegidas, contudo, ultimamente essa espécie vem sofrendo intensa caça predatória, principalmente pelo seu tamanho e sua carne ser considerada de boa qualidade. Dessa forma, e devido ainda a destruição de afloramentos rochosos, agravado pela seca extrema dos últimos anos, verificou-se um declínio populacional de aproximadamente 30% da espécie.
O mocó pode ser encontrado em unidades de conservação como no Parque Nacional Das Sempre Vivas (PNSVIVAS), onde a espécie ocupa uma área de 262 km² e é a unidade que apresenta maior ocorrência e preservação mais bem sucedida, também é encontrado no Parque Nacional da Serra da Capivara, no PARNA Serra das Confusões e em menores ocorrências na Estação Ecológica Serra Geral do Tocantins (EESGT), PARNA Chapada dos Veadeiros (PNCV), Parque Nacional Grande Sertão Veredas (PNGSV) e PARNA Serra do Cipó (PNSCIP). 

## Categoria de risco de extinção e critério
Embora na lista vermelha da IUCN essa espécie esteja classificada como "pouco preocupante", essa classificação está provavelmente desatualizada, dado que a versão mais recente, de 2018, do livro vermelho da fauna brasileira ameaçada de extinção, classifica a espécie K. rupestris na categoria Vulnerável (VU), de acordo com o critério A2d, visto redução populacional da espécie. 

## Galeria

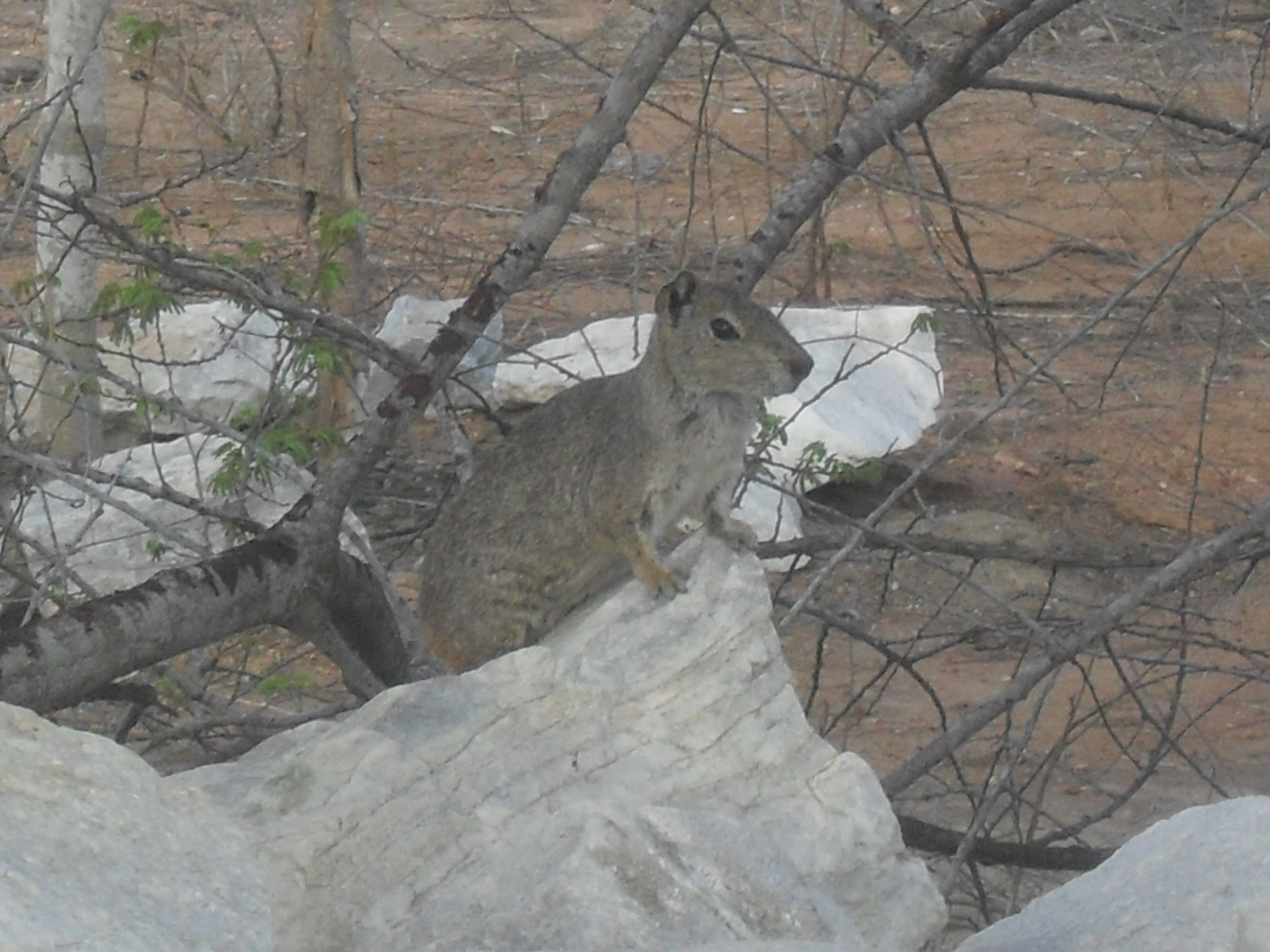
Um mocó sobre rochas